# Хіно Юкі
Юкі Хіно (яп. 日野ユキヱ; 17 квітня 1902 року — 13 січня 2017 року, Садо, префектура Ніїґата, Японія) — японська повністю верифікована супердовгожителька.

## Життєпис
Юкі Хіно народилася 17 квітня 1902 року. Все життя вона прожила в місті Садо, що на острові Садо в префектурі Ніїґата, Японія. Вона була сьомою найстарішою нині живою людиною в світі, після того як була верифікована Групою геронтологічних досліджень.
Юкі Хіно померла 13 січня 2017 року в місті Садо, префектура Ніїґата, Японія у віці 114 років і 271 дня. Вона була останньою японкою, яка народилась в 1902 році, а також найстарішою нині живою людиною в префектурі Ніїґата. Після її смерті цей титул перейшов до Кіку Усамі, яка прожила 113 років і 178 днів.